# Altfried

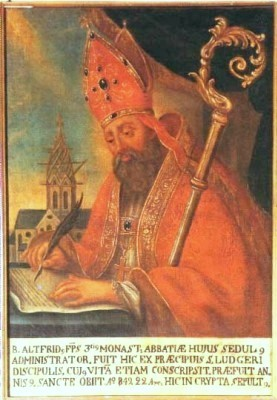
Altfried

Der heilige Altfried († 22. April 849) war Bischof von Münster und Abt der Klöster Werden und Helmstedt. Nach dem Tode seines Vorgängers Gerfried wurde Altfried im Jahre 839 zum dritten Bischof von Münster ernannt. Er war wie Gerfried ein Neffe von Liudger, dem ersten Bischof von Münster, und verfasste auch dessen Biografie, die Vita Liudgeri. Im selben Jahr wurde Altfried, dessen Name „edler Beschützer“ oder „Elfenfürst“ bedeutet, fünfter Abt des Klosters Werden. In seine Amtszeit fiel die Fertigstellung der Liudgeridenkrypta des Klosters, in der er selbst nach seinem Tode im Jahre 849 beigesetzt wurde.